# Triboniophorus graeffei
Espèce
Triboniophorus graeffei (en anglais Red Triangle Slug, la limace à triangle rouge), est une espèce de limace terrestre australienne, un mollusque gastéropode pulmoné appartenant à la famille des Athoracophoridae, les limaces à nervure de feuille.
Cette grande espèce (jusqu'à 15 cm), souvent colorée et d'aspect frappant, est commune dans l'est de l'Australie. C'est la plus grande limace du pays.
Triboniophorus graeffei est l'espèce type du genre Triboniophorus. Elle est étroitement apparentée à l'espèce rose récemment découverte Triboniophorus sp. nov. 'Kaputar'.

## Distribution

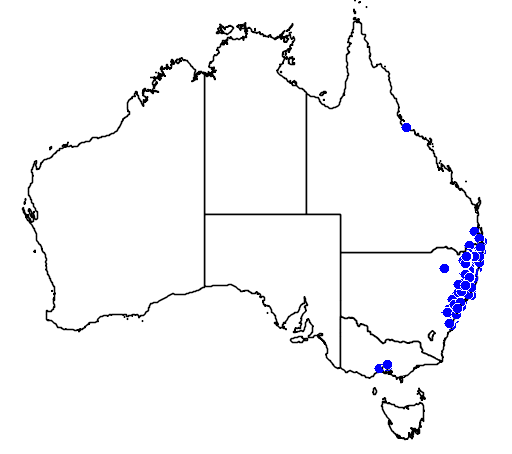
Carte de répartition de Triboniophorus graeffei.

Cette espèce de limace est présente sur la côte est de l'Australie, de la Nouvelle-Galles du Sud au Queensland.
Une espèce rose vif apparentée, Triboniophorus sp. nov. 'Kaputar', se trouve exclusivement sur le mont Kaputar.
Solem (1959) a mentionné une possible introduction de cette espèce aux Nouvelles-Hébrides, mais aucun spécimen n'est disponible pour le confirmer.

## Habitat
Les limaces à triangle rouge vivent dans divers habitats humides, notamment les jardins urbains, les forêts, les bois ouverts et les landes.

## Comportement

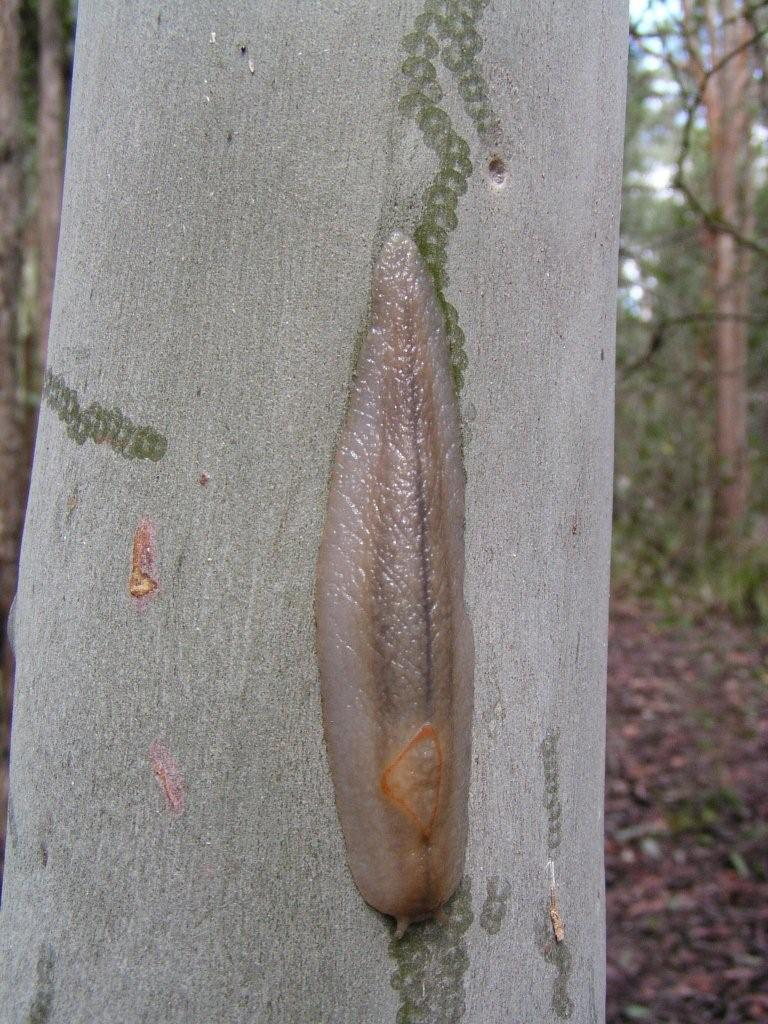
Triboniophorus graeffei avec des marques de sa radula, sur le tronc d'un gommier bleu de Sydney, près de Dungog, en Nouvelle-Galles du Sud.

Ces limaces broutent les algues qui poussent à la surface de l'écorce lisse de certains eucalyptus et sur les rochers. Elles pénètrent dans les maisons, où elles  sont connues pour brouter la moisissure sur les murs des salles de bain,.
Cette espèce de limace a un mécanisme de défense inhabituel. Elle peut sécréter une sorte de mucus collant (différent du mucus glissant sécrété lorsqu'elle se déplace) qui est assez fort pour coller aux prédateurs pendant des jours. Cette colle est plus forte dans des conditions humides et devient moins collante en séchant. Les cellules responsables de cette sécrétion de colle sont situées sur sa surface dorsale,.

## Description
Ces limaces ont deux tentacules, et non quatre. Comme les autres Athoracophoridae, elles ont sur le dos un motif qui ressemble aux nervures d'une feuille. La longueur de leurs corps peut atteindre 14 cm.
Leur couleur est très variable. Elles peuvent être blanches, blanc cassé, jaune, gris foncé ou clair, beige, rose, rouge ou vert olive. Chacune des formes colorées présente sur son manteau un triangle rouge (éventuellement orange, magenta ou marron) qui entoure son pneumostome (orifice respiratoire) et une ligne rouge au bord du pied. La texture du dos de la limace peut être lisse ou très rugueuse.

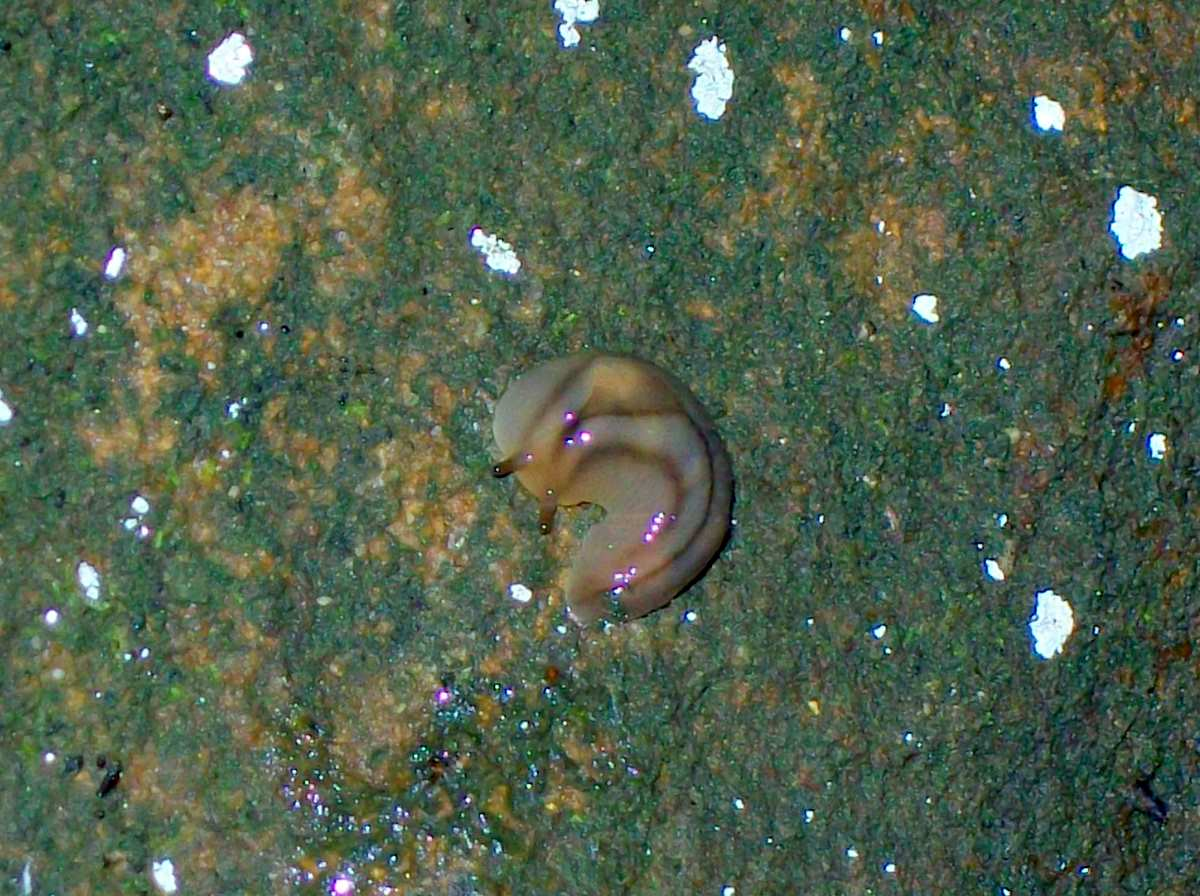
Un juvénile sur du grès d'Hawkesbury humide à, en Nouvelle-Galles du Sud.

Les juvéniles n'ont pas la bordure rouge typique du pied et le triangle rouge des adultes, mais présentent trois bandes gris foncé le long de leur surface dorsale  et un « bouclier » triangulaire entouré de gris.
Des recherches sont actuellement menées pour tenter de déterminer si certaines des différences de couleur peuvent réellement correspondre à des espèces ou sous-espèces différentes.

## Galerie de photos
Vues de Triboniophorus graeffei sur l'écorce de gommiers bleus de Sydney, près de Dungog, en Nouvelle-Galles du Sud, montrant des variations de couleur et de forme du corps.

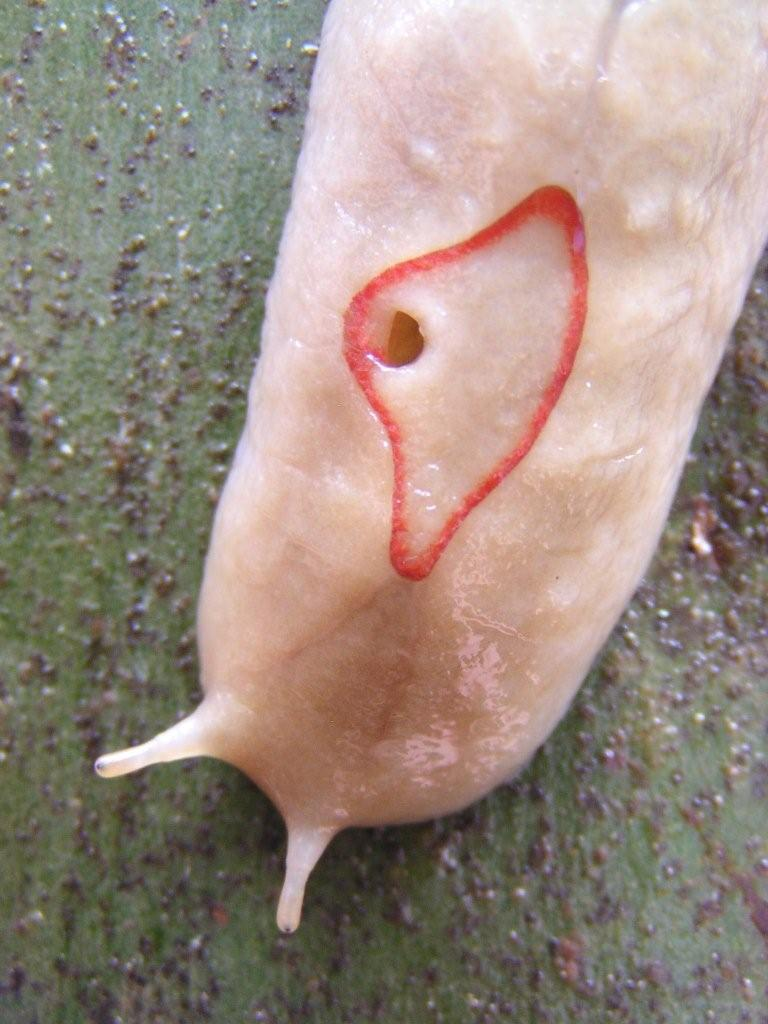
Gros plan d'un individu rose pâle avec le pneumostome ouvert et un corps étroit, tentacules entièrement étendus.
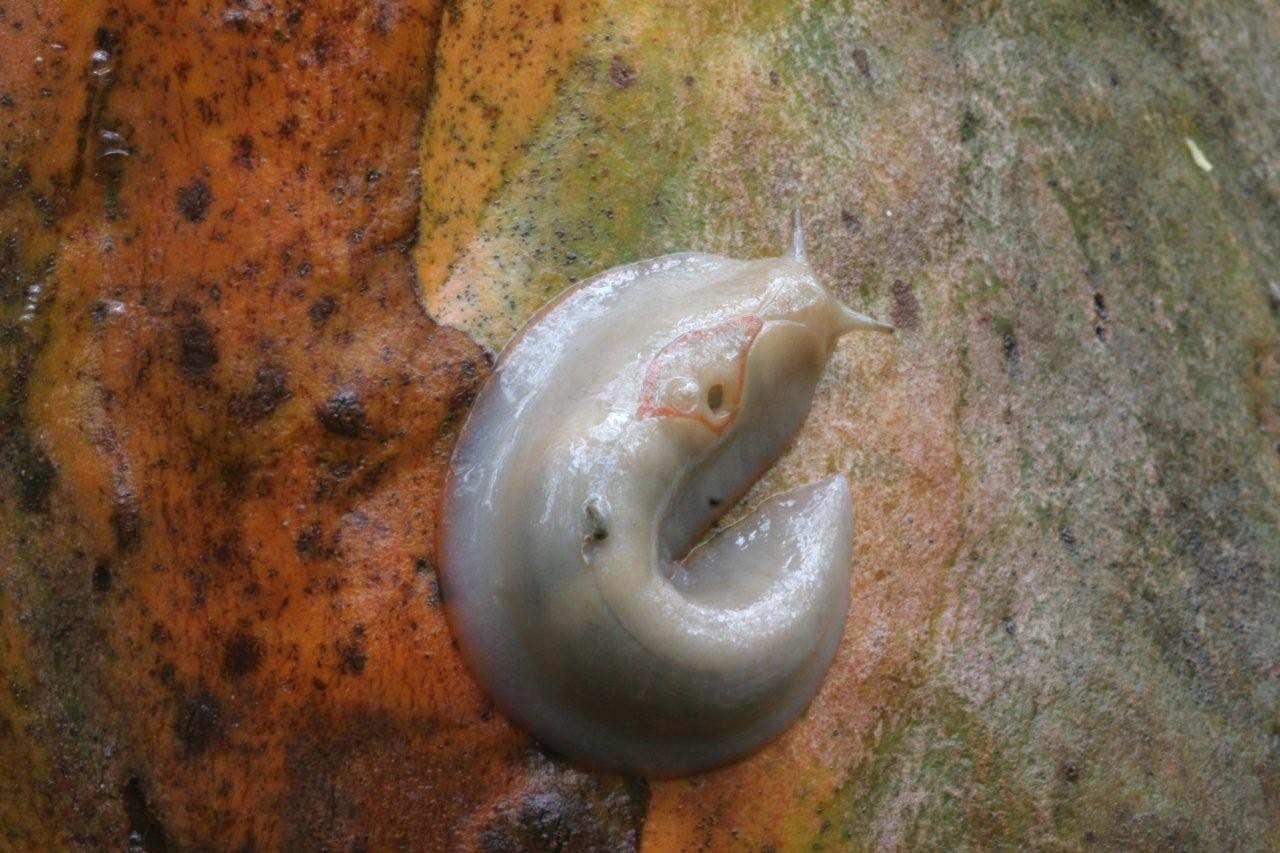
Un individu blanc cassé avec un «triangle rouge» très pâle.
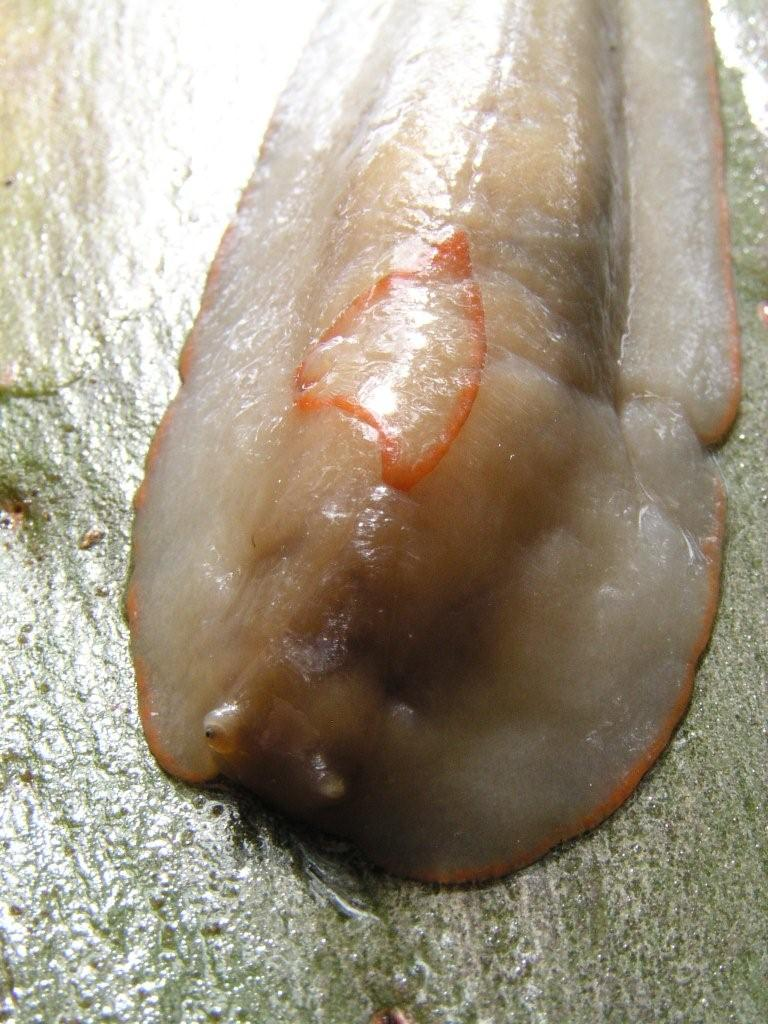
Un individu beige avec un corps très large et un "triangle" orange pâle au bord de pied. Ses tentacules sont  partiellement rétractés.
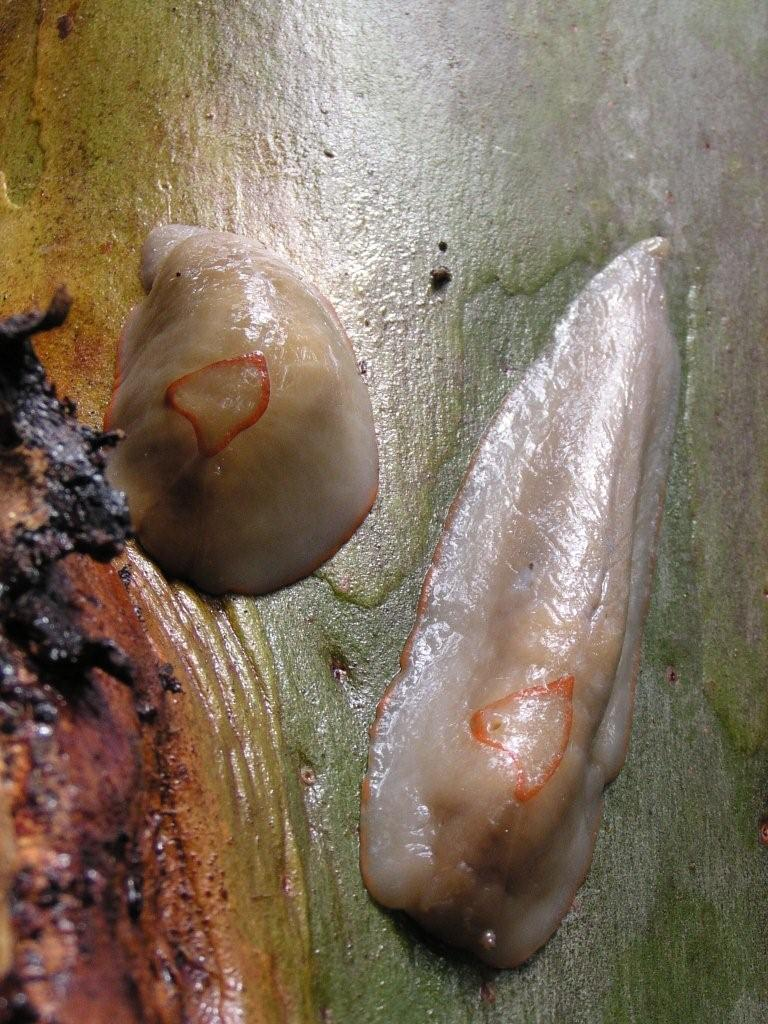
Deux exemplaires, dont un entièrement contracté, avec le pneumostome fermé.
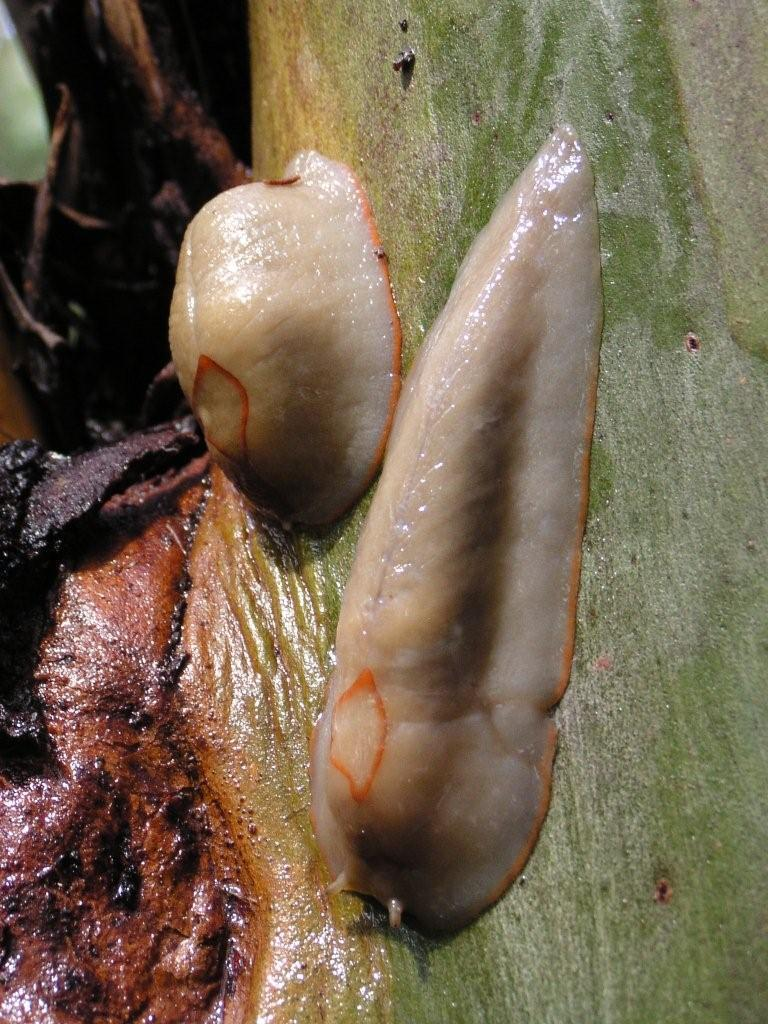
Les mêmes exemplaires photographiés de profil pour montrer la forme du corps.